# Titanoceratops
Titanoceratops (do grego, "cara com chifre titânico") é um gênero controverso de dinossauros herbívoros ceratopsídeos. Viveu durante o final do Cretáceo há 75 milhões de anos, no que é agora o Novo México. Foi nomeado em 2011 por Nicholas R. Longrich, a partir de uma amostra do que se pensava ser outro exemplar de Pentaceratops. Titanoceratops foi nomeado pelo seu gigante crânio. A espécie-tipo é Titanoceratops ouranos, em referência a Urano (mitologia), pai dos titãs na mitologia grega.
O espécime do holótipo é OMNH 10165, um esqueleto parcial incluindo um crânio e mandíbulas quase completos, e grande parte do esqueleto. Foi encontrado na Formação Fruitland superior ou na Formação Kirtland inferior. A pedreira original está perdida, então não se sabe de qual formação o fóssil foi escavado. As formações são ambas do estágio Campaniano. O crânio está incompleto, mas, como atualmente reconstruído, mede 2,65 metros de comprimento, tornando-se um candidato ao crânio mais longo de qualquer animal terrestre. Com um peso estimado de 6,55 toneladas e comprimento de 6,8 metros, Titanoceratops era comparável em tamanho com os maiores ceratopsians, Torosaurus e Triceratops, e era provavelmente o maior animal em seu ecossistema, se não na América do Norte, na época.

## Descoberta

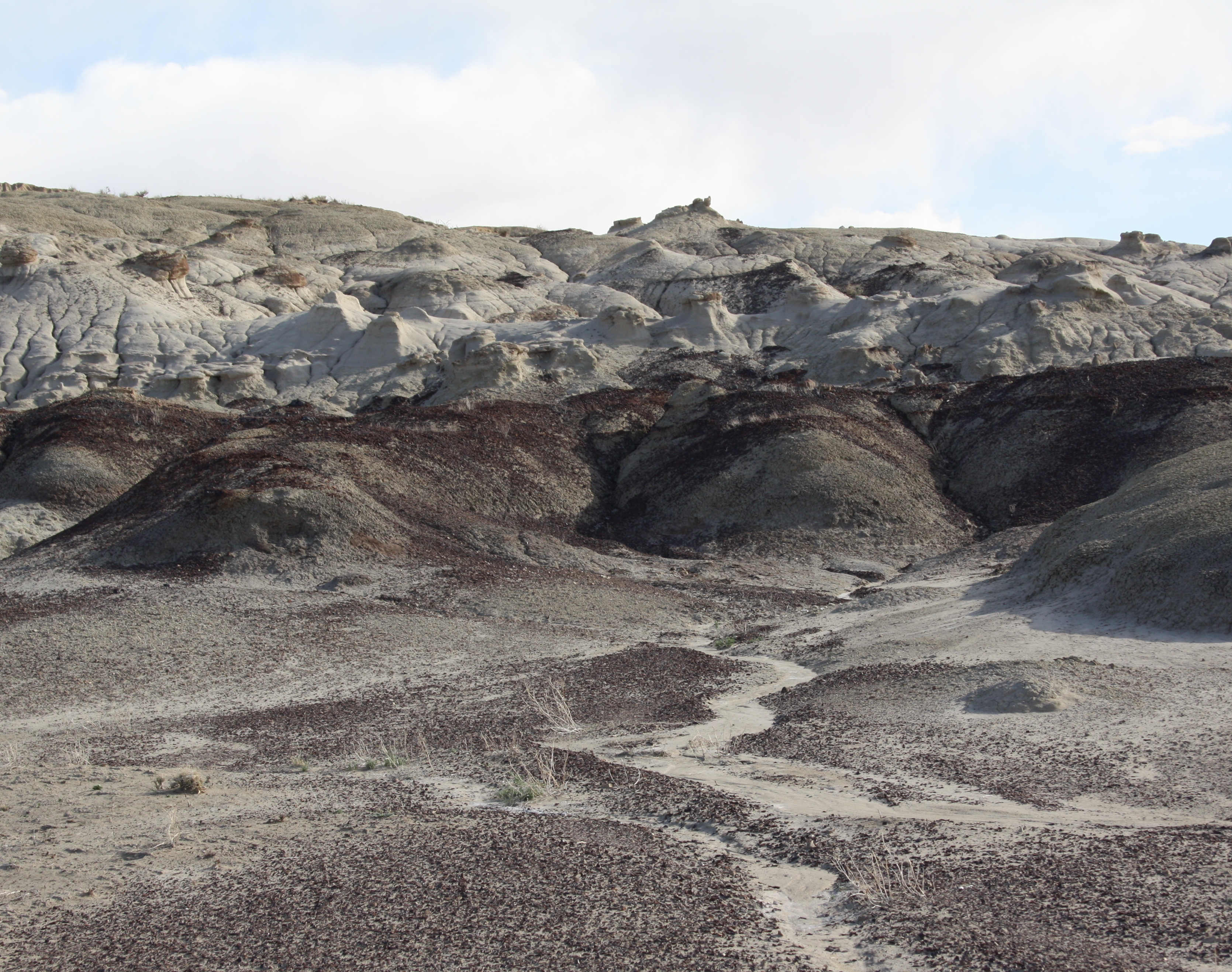
Leitos da Formação Fruitland superior e Formação Kirtland inferior nas proximidades da pedreira holótipo Titanoceratops

O holótipo de Titanoceratops foi coletado da Formação Fruitland superior ou da Formação Kirtland inferior em julho de 1941, por uma equipe de campo composta por J. Willis Stovall, seu aluno Wann Langston Jr. e Donald E. Savage. A localização precisa da pedreira não é mais conhecida. O espécime do holótipo consiste na maioria dos membros anteriores e posteriores, algumas vértebras, um crânio bastante completo com apenas uma pequena seção do folho e mandíbulas inferiores parciais. Foi denominado OMNH 10165 sendo que os ossos foram preservados em um xisto de grão fino, sendo esmagados e frágeis, pelo que o esqueleto foi inicialmente considerado inadequado para montagem. Mais tarde, no entanto, os fósseis foram preparados e o esqueleto exposto no Museu de História Natural de Oklahoma.
Em 1998, o espécime foi descrito por Thomas Lehman como um indivíduo aberrante e incomumente grande de Pentaceratops sternbergii, descrito anteriormente na mesma área. O espécime foi posteriormente reinterpretado como um membro do Triceratopsini, o grupo que inclui Triceratops, por Nicholas R. Longrich e recebeu o nome de Titanoceratops ouranos em 2011. O nome Titanoceratops é derivado do prefixo titan em referência a Titã, que na mitologia grega é uma raça mítica de gigantes, keras (κέρας ), que significa "chifre", e ops (ὤψ), "rosto". O nome da espécie ouranos, refere-se a Urano, o pai da raça Titã. A reinterpretação de Longrich teria grandes implicações para a história evolutiva e biogeografia dos dinossauros de Chasmosaurinae. Anteriormente, as origens do Triceratops eram pouco conhecidas. Até a reinterpretação do Titanoceratops por Longrich, o Eotriceratops era considerado o triceratopsino mais antigo conhecido, e datava apenas de 68 milhões de anos, da região mais alta da Formação Horseshoe Canyon. Nenhum triceratopsino do Campaniano era conhecido, então parecia que o grupo evoluiu no Maastrichtiano. Se o Titanoceratops for um membro desse grupo, isso demonstraria que eles evoluíram milhões de anos antes do que se pensava anteriormente, e isso implicaria uma lacuna de cinco milhões de anos no registro fóssil e na linhagem fantasma que leva ao Eotriceratops. No entanto, vários estudos subsequentes lançaram dúvidas sobre a hipótese de que o Titanoceratops seja um membro de Triceratopsini.

## Descrição

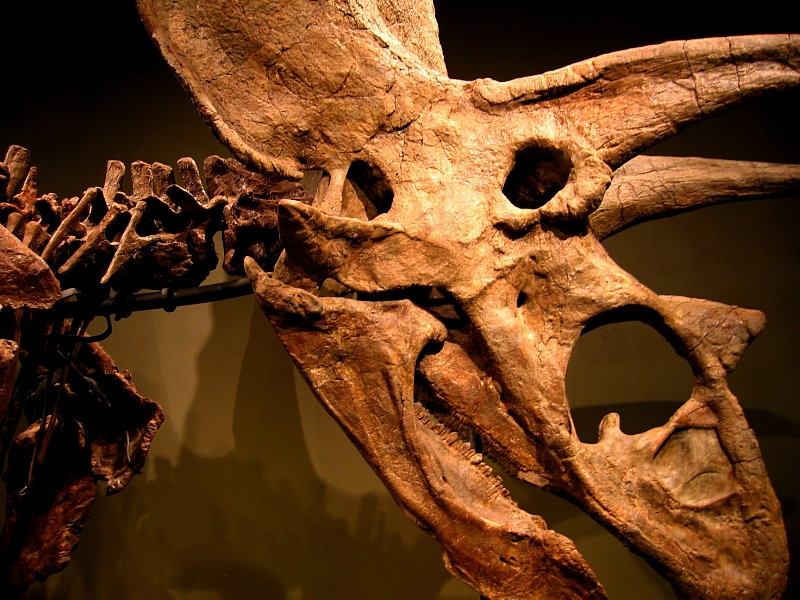
Crânio do Titanoceratops

O crânio mede 1,2 m da ponta do focinho ao quadrado, e o folho restaurado estende seu comprimento até 2,65 m, tornando-o candidato ao crânio mais longo de qualquer animal terrestre. Titanoceratops era tão grande quanto os seus irmãos de tribo Triceratops e Torosaurus, com um peso estimado de 6,55 toneladas e um esqueleto montado medindo 6,8 metros de comprimento e 2,5 metros de altura na parte de trás. Em 2016, Gregory S. Paul deu uma estimativa mais baixa de 6,5 metros e 4,5 toneladas. Tom Holtz (2012) observou que é extremamente semelhante aos seus contemporâneos estreitamente relacionados Eotriceratops e Ojoceratops, que podem ser sinônimos.

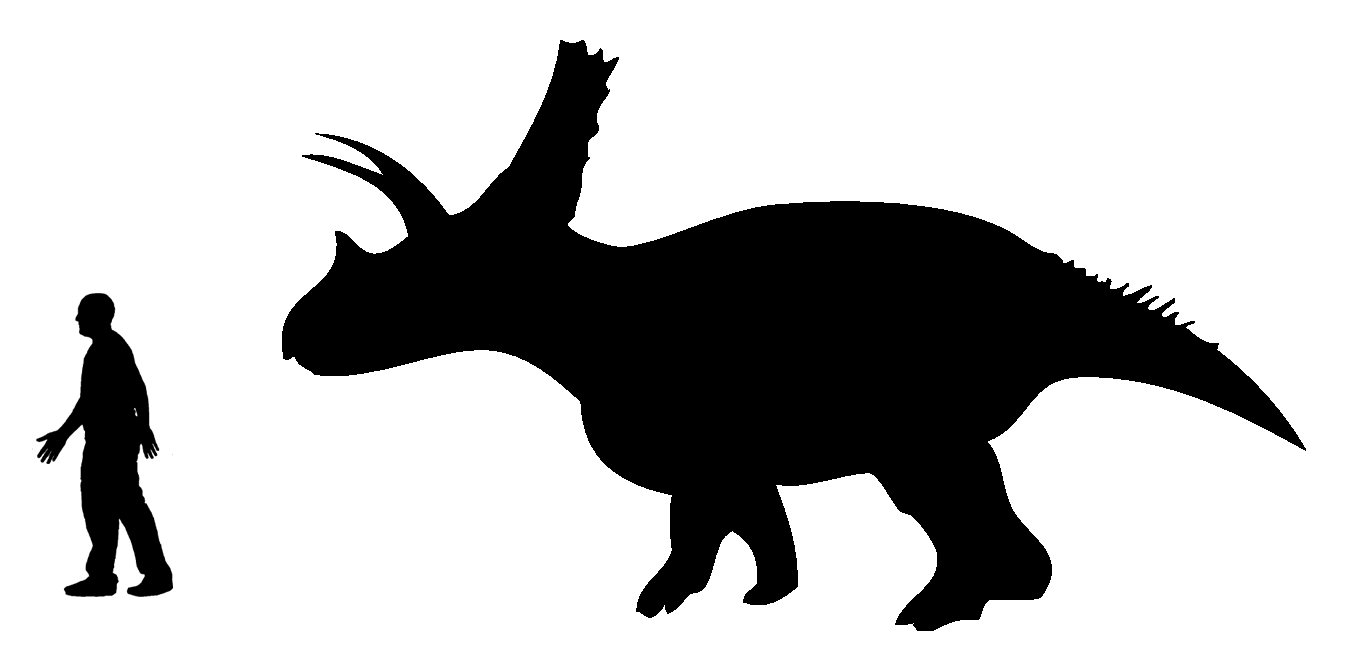
Tamanho em comparação com um ser humano

O esqueleto holótipo de Titanoceratops consiste em um crânio parcial com mandíbulas, vértebras sincervicais, cervicais, dorsais e sacrais, vértebras caudais, costelas, úmeros, rádio direito, fêmures, tíbias, fíbula direita, ambos ílios, ísquios e tendões ossificados. No total, a quantidade de material atribuído ao Titanoceratops significa que é bastante conhecido, juntamente com gêneros como Triceratops, Vagaceratops, Pentaceratops, Chasmosaurus, Centrosaurus, Styracosaurus e Anchiceratops.

## Classificação

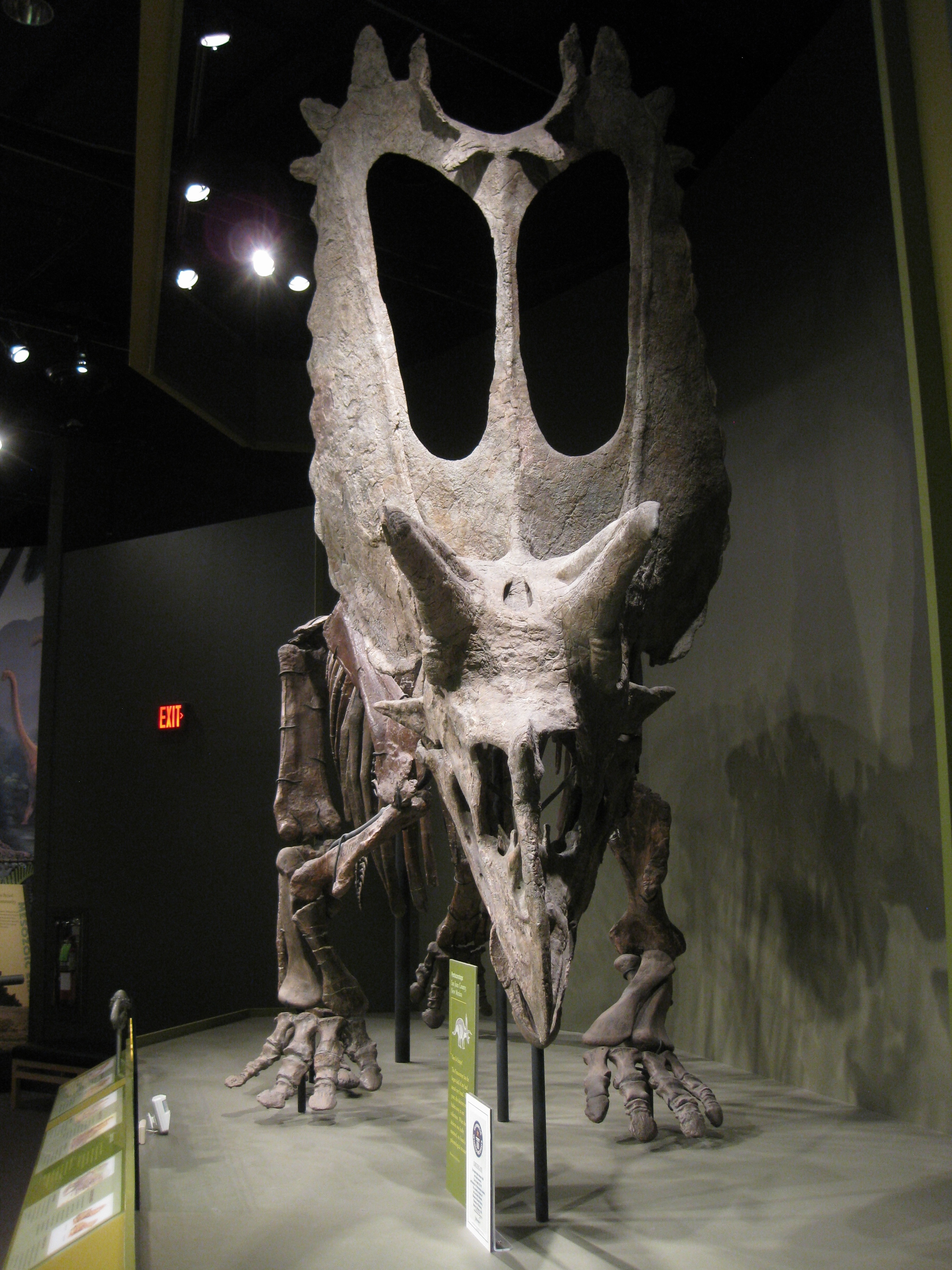
Esqueleto reconstruído no Museu Britânico

OMNH 10165 é um fóssil de casmossauríneo particularmente grande, que Lehman originalmente atribuiu ao gênero Pentaceratops, acreditando que era um espécime particularmente grande e antigo. Um estudo de 2011 de Longrich discordou dessa interpretação, concluindo que era na verdade um gênero distinto, que ele chamou de Titanoceratops. Longrich interpretou o espécime como compartilhando mais características com Triceratops e Torosaurus do que com Pentaceratops, e ele nomeou um novo grupo, Triceratopsini, para conter todos eles. Longrich usou as seguintes características para distinguir o espécime de outros casmossauríneos: a posse de escamosais finos (Triceratops); uma fenestra parietal não selada (Triceratops); um epijugal semelhante a uma estrutura em forma de chifre (Triceratops); uma estreita barra mediana do parietal (Triceratops, Torosaurus); uma haste narial orientada verticalmente com uma base estreita (Triceratops, Torosaurus); um epoccipital alargado na extremidade posterior do osso esquamosal (Triceratops, Torosaurus, Eotriceratops); uma fossa pré-maxilar extremamente aumentada (Triceratops, Torosaurus, Eotriceratops); e na falta de um processo narial da pré-maxila que é flexionado dorsalmente (Triceratops, Torosaurus, Eotriceratops).
O cladograma abaixo segue a análise original de Longrich na descrição do Titanoceratops e a proposição da tribo Triceratopsini em 2011.

|  | Triceratops utahensis                                                        |
|  |                                                                              |
|  | \| \| Triceratops horridus \| \| \| \| \| \| Triceratops prorsus \| \| \| \| |
|  |                                                                              |
|  | Triceratops horridus                                                         |
|  |                                                                              |
|  | Triceratops prorsus                                                          |
|  |                                                                              |

|  | Triceratops horridus |
|  |                      |
|  | Triceratops prorsus  |
|  |                      |

|  | Triceratops utahensis                                                        |
|  |                                                                              |
|  | \| \| Triceratops horridus \| \| \| \| \| \| Triceratops prorsus \| \| \| \| |
|  |                                                                              |
|  | Triceratops horridus                                                         |
|  |                                                                              |
|  | Triceratops prorsus                                                          |
|  |                                                                              |

|  | Triceratops horridus |
|  |                      |
|  | Triceratops prorsus  |
|  |                      |

|  | Triceratops utahensis                                                        |
|  |                                                                              |
|  | \| \| Triceratops horridus \| \| \| \| \| \| Triceratops prorsus \| \| \| \| |
|  |                                                                              |
|  | Triceratops horridus                                                         |
|  |                                                                              |
|  | Triceratops prorsus                                                          |
|  |                                                                              |

|  | Triceratops horridus |
|  |                      |
|  | Triceratops prorsus  |
|  |                      |

|  | Triceratops utahensis                                                        |
|  |                                                                              |
|  | \| \| Triceratops horridus \| \| \| \| \| \| Triceratops prorsus \| \| \| \| |
|  |                                                                              |
|  | Triceratops horridus                                                         |
|  |                                                                              |
|  | Triceratops prorsus                                                          |
|  |                                                                              |

|  | Triceratops horridus |
|  |                      |
|  | Triceratops prorsus  |
|  |                      |

|  | Triceratops utahensis                                                        |
|  |                                                                              |
|  | \| \| Triceratops horridus \| \| \| \| \| \| Triceratops prorsus \| \| \| \| |
|  |                                                                              |
|  | Triceratops horridus                                                         |
|  |                                                                              |
|  | Triceratops prorsus                                                          |
|  |                                                                              |

|  | Triceratops horridus |
|  |                      |
|  | Triceratops prorsus  |
|  |                      |

|  | Triceratops utahensis                                                        |
|  |                                                                              |
|  | \| \| Triceratops horridus \| \| \| \| \| \| Triceratops prorsus \| \| \| \| |
|  |                                                                              |
|  | Triceratops horridus                                                         |
|  |                                                                              |
|  | Triceratops prorsus                                                          |
|  |                                                                              |

|  | Triceratops horridus |
|  |                      |
|  | Triceratops prorsus  |
|  |                      |

|  | Triceratops utahensis                                                        |
|  |                                                                              |
|  | \| \| Triceratops horridus \| \| \| \| \| \| Triceratops prorsus \| \| \| \| |
|  |                                                                              |
|  | Triceratops horridus                                                         |
|  |                                                                              |
|  | Triceratops prorsus                                                          |
|  |                                                                              |

|  | Triceratops horridus |
|  |                      |
|  | Triceratops prorsus  |
|  |                      |

|  | Triceratops utahensis                                                        |
|  |                                                                              |
|  | \| \| Triceratops horridus \| \| \| \| \| \| Triceratops prorsus \| \| \| \| |
|  |                                                                              |
|  | Triceratops horridus                                                         |
|  |                                                                              |
|  | Triceratops prorsus                                                          |
|  |                                                                              |

|  | Triceratops horridus |
|  |                      |
|  | Triceratops prorsus  |
|  |                      |

A mais recente análise foi feita por Jordan Mallon et al. (2016) a partir de sua descrição de Spiclypeus shipporum. Nela, Titanoceratops é colocado em uma politomia com Ojoceratops, Nedoceratops e duas espécies do gênero Torosaurus.

|  | Ojoceratops fowleri                                                          |
|  |                                                                              |
|  | Nedoceratops hatcheri                                                        |
|  |                                                                              |
|  | Titanoceratops ouranos                                                       |
|  |                                                                              |
|  | Torosaurus latus                                                             |
|  |                                                                              |
|  | Torosaurus utahensis                                                         |
|  |                                                                              |
|  | \| \| Triceratops prorsus \| \| \| \| \| \| Triceratops horridus \| \| \| \| |
|  |                                                                              |
|  | Triceratops prorsus                                                          |
|  |                                                                              |
|  | Triceratops horridus                                                         |
|  |                                                                              |

|  | Triceratops prorsus  |
|  |                      |
|  | Triceratops horridus |
|  |                      |

Todavia, ainda em 2011, o curador do Museu de História Natural de Cleveland, Michael Ryan, questionou as características apontadas por Longrich que distinguiriam o holótipo de Pentaceratops. O próprio descobridor do holótipo, Lehman, ignorou a reclassificação de Longrich em suas próprias publicações subsequentes. Como parte de um estudo de 2020 de Fowler e Freedman Fowler, os autores reavaliaram criticamente as evidências de que Titanoceratops era um gênero distinto. Eles concordaram com a avaliação original de Lehman, de que as características do espécime que pareciam únicas provavelmente se deviam simplesmente à idade avançada e ao tamanho incomumente grande. Na pendência de uma reavaliação completa do espécime por outros pesquisadores, Fowler e Freedman Fowler optaram por considerar o OMNH 10165 simplesmente um grande Pentaceratops.

## Paleoambiente

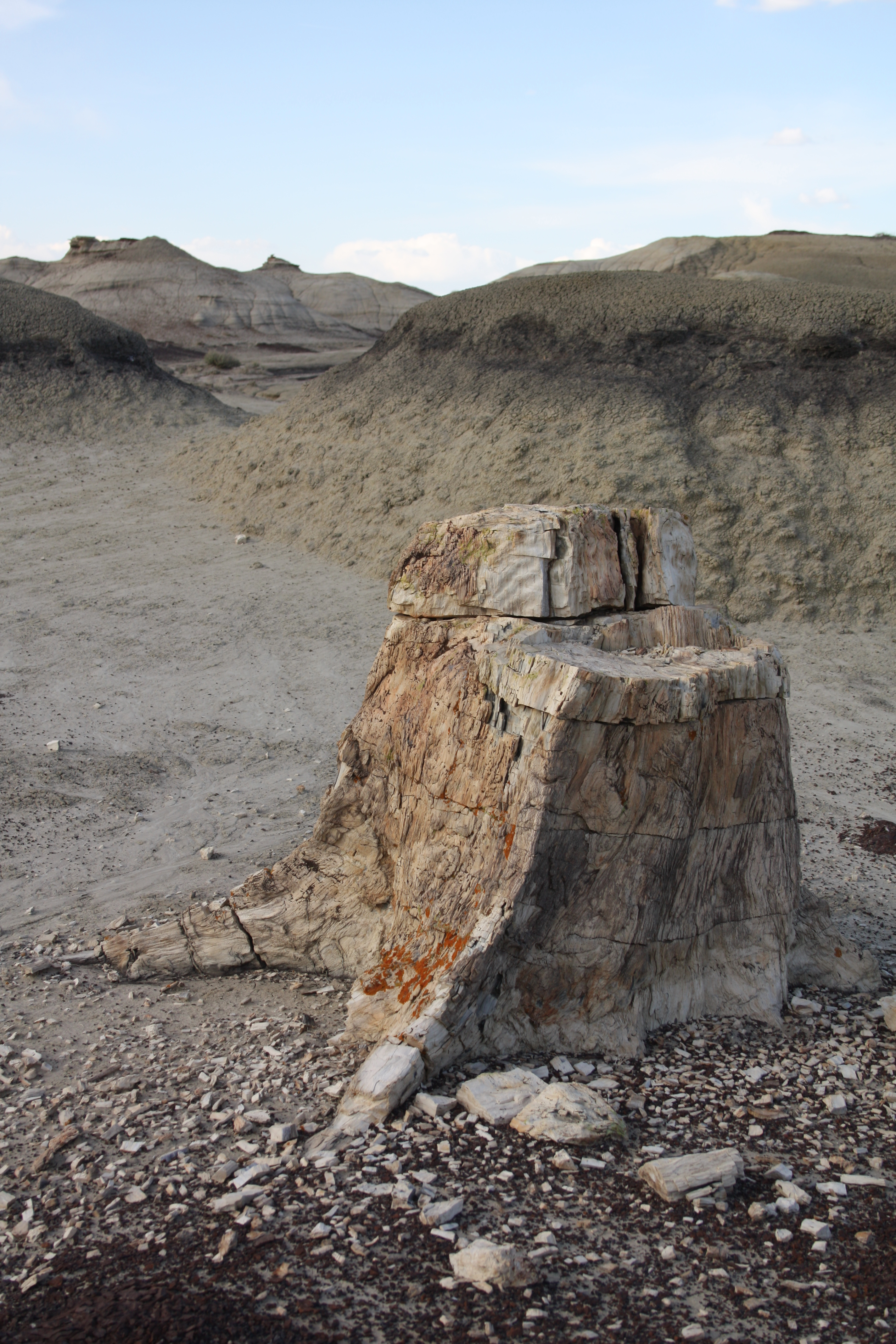
Tronco fossilizado em Coal Creek, próxima aonde o holótipo do Titanoceratops foi encontrado

Titanoceratops é conhecido a partir de OMNH 10165, um esqueleto da parte mais baixa da Formação Fruitland ou da parte superior da Formação Kirtland. Esta última, que se sobrepõe em conformidade com a Fruitland, tem aproximadamente 600 metros  de espessura e é composta de arenito, silte, lamito e xisto. Ambas as formações datada do final do estágio Campaniano. O Membro da Floresta Fóssil do Fruitland tem 74,11 ± 0,62 milhões de anos, e o Hunter Wash Membro do Kirtland tem entre 73,37 ± 0,18 e 73,04 ± 0,25 milhões de anos. Os dois membros combinados compõem a fauna local de Hunter Wash. Portanto, o Titanoceratops data de há entre 74 e 73 milhões de anos.
A descoberta do Titanoceratops apoia a ideia de que a fauna de dinossauros do Cretáceo tardio era altamente endêmica, com espécies distintas encontradas nas Grandes Planícies do sul do Novo México e nas Grandes Planícies do norte de Montana e Canadá. Apesar da extensa amostragem ao norte na Formação Dinosaur Park e na Formação Two Medicine, os triceratopsinos são desconhecidos lá. Isso implica que os triceratopsinos originalmente evoluíram no sul, depois se espalharam para o norte durante o estágio Maastrichtiano.